# Bönning
Bönning ist ein Ortsteil der Gemeinde Alpen in Nordrhein-Westfalen, statistisch gehört der Ort zu Menzelen.

## Lage
Bönning liegt 4 km nordöstlich vom Kernort Alpen. Die Bundesautobahn 57 verläuft südlich in 5 km Entfernung.

## Geschichte
Bönning auch zusammen mit dem anderen kleinen Ortsteil Rill als Bönning-Rill bezeichnet, geht auf fränkischen Ursprung zurück. Das in Bönning liegende Haus Loo wurde erstmals im 14. Jahrhundert erwähnt. Das Gebäude lag direkt an der Grenze zur Herrlichkeit Alpen. Am 1. April 1939 wurde Bönning nach Menzelen eingemeindet. Am 1. Juli 1969 kommt es im Rahmen der ersten Phase der Neugliederung in Nordrhein-Westfalen zum Zusammenschluss der Gemeinden Alpen, Menzelen und Veen zur Gemeinde Alpen.

### Bevölkerungsentwicklung
- 1910: 202[3]
- 1931: 280[4]
- 2010: ca. 390[5]

## Sport
In Bönning gibt es den Bürgerschützenverein der St.-Heinrich-Schützenbruderschaft.